# Mohiniyattam

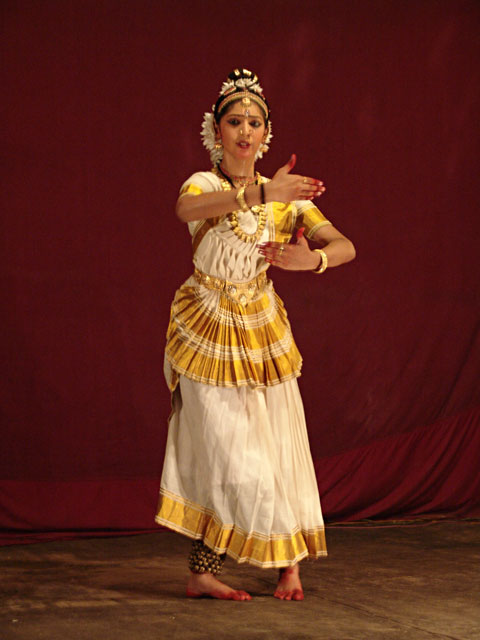
Tancerka Mohiniyattam

Mohinijattam (malajalam മോഹിനിയാട്ടം, dewanagari मोहिनी आटम्, ang. Mohiniyattam) – tradycyjny taniec wywodzący się ze stanu Kerala w południowych Indiach.
Według legendy taniec stworzył bóg Wisznu, który pod postacią pięknej Mohini odczyniał w ten sposób klątwę demonów (danawas).